# Rocky Fielding
Rocky Fielding (Liverpool, Merseyside, Inglaterra; 5 de agosto de 1987) es un exboxeador profesional británico. Excampeón de peso súper mediano de la AMB (regular) y de peso súper mediano intercontinental de la AMB, así como excampeón de peso súper mediano británico, de la Commonwealth en inglés.

## Biografía
Nació en Liverpool, Merseyside, Rocky originalmente se llamaba Michael, pero debido a su peso de nacimiento de 10 lbs, su padre lo apodó 'The Rock'.
Debe su apodo “Rocky” a sus habilidades pugilísticas, que los expertos describen como “inerte como una roca”

## Carrera amateur
Rocky comenzó a boxear en Stockbridge ABC, como amateur y llegó a las finales de peso semipesado de ABA en 2007 y 2008 mientras boxeaba fuera de Rotunda ABC. Se mantuvo invicto hasta que conoció a Chris 'Big Mamma' Cook, quien lo noqueó en 1 asalto.

## Carrera profesional
Se convirtió en profesional en 2010 y, después de ganar sus tres primeros combates profesionales como peso semipesado, le ofrecieron a Fielding la oportunidad de bajar de peso para participar en la Serie de súper medianos en el Prizefighter después de que Kenny Anderson se retiró con poca antelación. Fielding ganó el torneo causando un paro en cada una de sus tres peleas y se convirtió en el primer boxeador en una serie de Prizefighter en hacerlo.
El 6 de octubre de 2012, Fielding derrotó a Carl Dilks ganando el título vacante de peso súper medio inglés. Defendió su título de peso súper mediano contra Wayne Reed en la tarjeta no principal de Bellew v Chelimba, derrotó a Reed en esta pelea y ganó por nocaut técnico en la sexta ronda. El siguiente fue el luchador polaco Michal Nieroda. Rocky dominó completamente la lucha. Terminó en 59 segundos cuando Rocky conectó varios golpes al cuerpo enviando a Nieroda por 10 conteos.
El 21 de septiembre de 2013, en el Liverpool Olympia, derrotó a Mohammed Akrong en la primera ronda para ganar el vacante título de peso súper mediano de la Commonwealth. El 23 de octubre de 2013, Fielding defendió su título de la Commonwealth contra Luke Blackledge, Rocky eliminó a Luke Blackledge con un gancho izquierdo al minuto 2:32 de la primera ronda, reteniendo su título de la Commonwealth. El 7 de noviembre de 2015, se enfrentó al altamente calificado Callum Smith en el Echo Arena en un asunto de Liverpool, pero fue derrotado en la primera ronda por un TKO. Fielding reconstruyó su carrera con algunas buenas victorias, y el 22 de abril de 2017 venció a John Ryder por decisión dividida por el título británico. Cinco meses después,  defendió el título británico y recuperó el título de la Commonwealth, que se había perdido en la balanza unos años antes, con un devastador nocaut en la primera ronda del experto escocés David Brophy.
El 1 de noviembre de 2017, se anunció que Fielding pelearía con Erik Skoglund por el cinturón de peso súper mediano WBC Silver en la cartelera de la revancha entre David Haye y Tony Bellew. El evento fue cancelado después de que Haye sufriera una lesión.

## Récord profesional
| Récord profesional | Récord profesional | Récord profesional |
| 30 peleas          | 28 Victorias       | 2 Derrotas         |
| Nocaut             | 16                 | 2                  |
| Decisión           | 12                 | 0                  |
| Empates            | 0                  | 0                  |
| ------------------ | ------------------ | ------------------ |

| Resultado | Récord | Rival                | Método | Asalto - Tiempo | Fecha                    | Localización                                      | Título |
| Victoria  | 28-2   | Abdallah Paziwapazi  | KO     | 2 (10)          | 15 de noviembre de 2019  | Olympia, Liverpool, Reino Unido                   | |
| Derrota   | 27-2   | Saúl Álvarez         | TKO    | 3 (12), 2:38    | 15 de diciembre de 2018  | Madison Square Garden, Nueva York, Estados Unidos | Pierde el título de la AMB (Regular) del peso supermediano.                                                                       |
| Victoria  | 27-1   | Tyron Zauge          | TKO    | 5 (12), 2:30    | 14 de julio de 2018      | Baden-Arena, Offenburg, Alemania                  | Gana el título de la AMB (Regular) del peso supermediano.                                                                         |
| Victoria  | 26-1   | Karel Horejsek       | PTS    | 8               | 3 de marzo de 2018       | FlyDSA Arena, Sheffield, Inglaterra               | |
| Victoria  | 25-1   | David Brophy         | TKO    | 1 (12), 2:18    | 30 de septiembre de 2017 | Echo Arena, Liverpool, Alemania                   | Retenido título súper mediano británico; Ganó el título súper mediano de la Commonwealth.                                         |
| Victoria  | 24-1   | John Ryder           | SD     | 12              | 22 de abril de 2017      | Echo Arena, Liverpool, Inglaterra                 | Ganó el vacante título súper mediano británico.                                                                                   |
| Victoria  | 23-1   | Istvan Zeller        | TKO    | 2 (8), 0:44     | 15 de octubre de 2016    | Echo Arena, Liverpool, Inglaterra                 | |
| Victoria  | 22-1   | Christopher Rebrassé | SD     | 12              | 2 de abril de 2016       | Echo Arena, Liverpool, Inglaterra                 | Ganó el título súper mediano internacional del CMB.                                                                               |
| Derrota   | 21-1   | Callum Smith         | TKO    | 1 (12), 2:45    | 7 de noviembre de 2015   | Echo Arena, Liverpool, Inglaterra                 | Por el CMB de plata y los títulos súper medianos británicos vacantes.                                                             |
| Victoria  | 21-0   | Brian Vera           | TKO    | 2 (12), 1:39    | 26 de junio de 2016      | Echo Arena, Liverpool, Inglaterra                 | Por el título súper mediano internacional del CMB.                                                                                |
| Victoria  | 20-0   | Olegs Fedotovs       | PTS    | 8               | 7 de marzo de 2015       | Hull Arena, Hull, Inglaterra                      | |
| Victoria  | 19-0   | Noé González Alcoba  | TKO    | 5 (12), 1:07    | 12 de julio de 2014      | Echo Arena, Liverpool, Inglaterra                 | Ganó el título vacante de la AMB Intercontinental súper mediano.                                                                  |
| Victoria  | 18-0   | Charles Adamu        | UD     | 12              | 15 de marzo de 2014      | Echo Arena, Liverpool, Inglaterra                 | Por el título vacante de peso súper mediano de la Commonwealth, Fielding no logró ganar peso, título en la línea solo para Adamu. |
| Victoria  | 17-0   | Luke Blackledge      | KO     | 1 (12), 2:32    | 23 de noviembre de 2013  | Manchester Arena, Mánchester, Inglaterra          | Retiene título súper mediano de la Commonwealth.                                                                                  |
| Victoria  | 16-0   | Mohammed Akrong      | TKO    | 1 (12), 2:32    | 21 de septiembre de 2013 | Liverpool Olympia, Liverpool, Inglaterra          | Ganó el vacante título de peso súper mediano de la Commonwealth.                                                                  |
| Victoria  | 15-0   | Darren McKenna       | PTS    | 4               | 13 de julio de 2013      | Craven Park, Hull, Inglaterra                     | |
| Victoria  | 14-0   | Michal Nieroda       | KO     | 1 (8), 0:59     | 11 de mayo de 2013       | Commonwealth Arena, Glasgow, Escocia              | |
| Victoria  | 13-0   | Wayne Reed           | TKO    | 6 (10), 1:19    | 30 de marzo de 2013      | Eco Arenal, Liverpool, Inglaterra                 | Retiene título súper mediano inglés                                                                                               |
| Victoria  | 12-0   | Carl Dilks           | TKO    | 5 (10), 1:20    | 6 de octubre de 2012     | Liverpool Olympia, Liverpool, Inglaterra          | Ganó el título vacante de peso súper mediano inglés                                                                               |
| Victoria  | 11-0   | Ferenc Hafner        | TKO    | 1 (6), 2:16     | 7 de julio de 2012       | Motorpoint Arena, Sheffield, Inglaterra           | |
| Victoria  | 10-0   | Ciaran Healy         | RTD    | 3 (6), 3:00     | 18 de mayo de 2012       | Bowlers Exhibition Center, Mánchester, Inglaterra | |
| Victoria  | 9-0    | Tommy Tolan          | PTS    | 6               | 15 de octubre de 2011    | Echo Arena, Liverpool, Inglaterra                 | |
| Victoria  | 8-0    | Paul Morby           | PTS    | 6               | 17 de septiembre de 2011 | Liverpool Olympia, Liverpool, Inglaterra          | |
| Victoria  | 7-0    | Jamie Ambler         | PTS    | 6               | 16 de julio de 2011      | Echo Arena , Liverpool, Inglaterra                | |
| Victoria  | 6-0    | Tobias Webb          | RTD    | 2 (3), 3:00     | 23 de marzo de 2011      | Liverpool Olympia, Liverpool, Inglaterra          | |
| Victoria  | 5-0    | Joe Ainscough        | TKO    | 1 (3), 2:24     | 23 de marzo de 2011      | Liverpool Olympia, Liverpool, Inglaterra          | |
| Victoria  | 4-0    | Patrick Maxwell      | TKO    | 2 (3), 2:29     | 23 de marzo de 2011      | Liverpool Olympia, Liverpool, Inglaterra          | |
| Victoria  | 3-0    | Phil Goodwin         | PTS    | 4               | 20 de febrero de 2011    | Lava & Ignite, Preston, Inglaterra                | |
| Victoria  | 2-0    | Lee Duncan           | PTS    | 6               | 27 de noviembre de 2010  | Liverpool Olympia, Liverpool, Inglaterra          | |
| Victoria  | 1-0    | James tucker         | PTS    | 6               | 25 de septiembre de 2010 | Fit City, Salford, Inglaterra                     | Debut profesional |